# EMD F7
EMD F7 – lokomotywa spalinowa produkowana w latach 1949–1953 przez firmę Electro-Motive Diesel.
Wyprodukowano 3849 sztuk. Miał moc 1500 KM. W stosunku do modelu F3 poprawione zostały instalacje elektryczne oraz parametry silników trakcyjnych, co dało o 25% większy uciąg. Produkowane były w dwóch wersjach: kabinową A i bezkabinową B co dawało możliwość tworzenia zespołów do ciężkich pociągów towarowych. Od 1954 roku były zastępowane przez lokomotywy GP7 i GP9.